# Awoi
Awoi o Aoi (アヲイ lit. Azul) fue una banda visual kei formada en 2004. Estuvo formado por Otogi (オトギ) , Shou (翔。), Sin (慎), SAKI (サキ) y Ryo, su estilo de música era melancólico, y se separaron en 2014.

## Biografía

### 2004-2007: Era Indie
Awoi (アヲイ ) se formó en septiembre de 2004 por Otogi (オトギ), Shou (翔。), Ryouga (怜我), Mio (澪) y Hiro (ヒロ).
El 25 de diciembre de ese mismo año Mio (澪) deja la banda y el 10 de enero del 2005, SAKI (サキ) lo reemplaza. El 1 de marzo lanzan su primer sencillo "Kokoro (心)". El 24 de junio Ryouga (怜我) deja la banda, Awoi (アヲイ) se forma con cuatro miembros.
El 3 de octubre lanzan su segundo sencillo "Koi Karasu (恋烏)".
El 27 de junio de 2006 lanzan su tercer sencillo "Ame nochi itami (雨のち痛み)",  el 6 de septiembre lanzan su primer maxisencillo "Makkura, Makkuro, Makkaaka na Yoru (真っ暗、真っ黒、真っ赤々な朝)".
El 9 de abril de 2007 lanzan su segundo maxisencillo "Yuuyake KARASU (夕焼けカラス)",  a finales de octubre se unen a FACE MUSIC y se unen al subsello "BRAND'S RECORDS". El 7 de noviembre lanzan su primer maxisencillo "Nakunaranai Uta (無くならない歌) bajo el sello "BRAND'S RECORDS".

### 2008- 2010: Salida de Hiro (ヒロ)
El 16 de julio del 2008 lanzan su segundo maxisencillo "DEADMAN", el 18 de marzo del 2009 lanzan su tercer maxisencillo "INSOMNIA", el 25 de noviembre lanzan su primer miniálbum "ZACRO".
El 17 de abril del 2010, Hiro (ヒロ), deja la banda y Awoi (アヲイ) se forma con tres miembros. por la salida de Hiro (ヒロ), la banda lanza su primer álbum compilatorio "Aoi (葵)".
El 5 de agosto se unen Sin (慎)) y Ryo, la banda vuelve a hacer una formación de cinco miembros. El 24 de noviembre lanzan su cuarto maxisencillo "abelcain".

### 2011-2013
El 25 de mayo del 2011 lanzan su segundo miniálbum "A CAPELLA (ア・カペラ),  el 26 de octubre lanzan su tercer mini-álbum "CHILDREN".
El 21 de marzo del 2012 lanzan su cuarto miniálbum "Kumo no Ito (蜘蛛の糸)", el 23 de mayo la banda aparece en el álbum compilatorio "V-Rock covered Visual Anime songs Compilation- Counter Action" teniendo un mayor reconocimiento,  el 25 de junio lanzan la segunda versión de Aoi (葵), esta vez llamado "Aoi (葵) ~THE SECOND~". El 17 de octubre lanzan su primer álbum "BIRTHDAY (バースディ), 
El 3 de abril de 2013 lanzan su quinto maxisencillo "Zetsubou no Taiyou (絶望の太陽)". El 25 de mayo la banda obtiene mayor popularidad al ser invitados al festival de Anime North 2013 en Canadá.
El 3 de julio, aparecen en el álbum tributo para hide "hide TRIBUTE SPIRITS III -Visual SPIRITS-" . El 23 de octubre lanzan su quinto miniálbum "Owari no MELODY (終わりのメロディ)".

### 2014: Separación
El 12 de marzo lanzan su primer DVD en vivo "「Tsuiawoi」(「終奏」) 2014.01.12 at LIQUIDROOM" . El 26 de ese mismo mes aparecen en el álbum tributo a SADS "M".
En abril la banda anuncia que se van a separar el 22 de octubre.
El 7 de mayo lanzan su sexto miniálbum "FUTEKIGOU na Ringo (フテキゴウな林檎)",
El 20 de agosto lanzan su último álbum compilatorio "AWOI BEST".
El 24 de septiembre lanzan su último sencillo "BLACK HOLE (ブラックホール)" siendo este el sencillo más vendido de la banda.
Como anuncio la banda, AWOI (アヲイ) oficialmente se separó el 22 de octubre en OSAKA BIG CAT.

### 2015: Último lanzamiento
Tras la separación de AWOI (アヲイ), FACE MUSIC lanzó el 23 de agosto, por tiempo limitado el DVD "「Nakunaranai Uta」「無くならない歌」2014.10.22 at OSAKA BIG CAT" siendo este agotado rápidamente.

### Tras la separación de AWOI (アヲイ)
Sin (慎), SAKI (サキ) y Ryo forman la banda  for severe addicts only .
Otogi (オトギ) y Shou (翔。) se desconoce su situación actualmente

## Miembros
- Otogi (オトギ): Vocalista
- Shou (翔。): Guitarra
- Sin (慎): Guitarra
- SAKI (サキ): Bajo
- Ryo: Batería

### Antiguos Miembros
- Mio (澪): Bajo (2004)
- Ryouga (怜我): Guitarra (2004 - 2005)
- Hiro (ヒロ): Batería (2004 - 2010)

### Miembros de soporte
- Kei (景): Batería (2010)

## Discografía

### Álbumes de estudio
- [17.10.2012] BIRTHDAY

### Álbumes recopilatorios
- [07.07.2010] Aoi
- ]20.08.2014] AWOI BEST

### Miniálbumes
- [25.11.2009] ZACRO
- [25.05.2011] A CAPELLA
- [26.10.2011] CHILDREN
- [23.03.2012] Kumo no Ito
- [23.10.2013] Owari no MELODY
- [07.05.2014] FUTEKIGOU na Ringo

### Sencillos
- [01.03.2005] Kokoro
- [22.10.2005] Koi Karasu
- [27.06.2006] Ame inochi itami
- [06.09.2006] Makkura, Makkuro, Makkaaka na Yoru
- [09.04.2007] Yuuyase KARASU
- [07.11.2007] Nakunaranai Uta
- [16.07.2008] DEADMAN
- [18.03.2009] INSOMNIA
- [24.11.2010] abelcain
- [03.04.2013] Zetsubou no Taiyou
- [24.09.2014] BLACK HOLE